# Metriochroa argyrocelis
Metriochroa argyrocelis är en fjärilsart som beskrevs av Lajos Vári 1961. Metriochroa argyrocelis ingår i släktet Metriochroa och familjen styltmalar.
Artens utbredningsområde är Zimbabwe. Inga underarter finns listade i Catalogue of Life.